# Commander Keen in Invasion of the Vorticons
Commander Keen in Invasion of the Vorticons — компьютерная игра из трёх эпизодов в жанре платформера. Первая по счёту игра в серии Commander Keen, разработанная командой Ideas from the Deep, которая позднее стала id Software, и выпущенная Apogee Software в 1990 году для DOS. Она содержит первые три эпизода серии Commander Keen — Marooned on Mars, The Earth Explodes и Keen Must Die!. Игра рассказывает о восьмилетнем мальчике Коммандере Кине, который сначала должен вернуть украденные части своего космического корабля, затем предотвратить разрушение Земли и далее найти лидера инопланетян, Великий Интеллект, на их родной планете.
В сентябре 1990 года Джон Кармак, во время работы в Softdisk, придумал решение, как запрограммировать горизонтальную прокрутку в играх для слабых персональных компьютеров. Кармак и его коллеги Джон Ромеро и Том Холл, совместно с Джеем Уилбуром и Лейном Роутом, разработали демонстрационную версию игры Super Mario Bros. 3 для компьютеров. Однако им не удалось убедить руководство Nintendo инвестировать в создание полной версии игры. Через некоторое время с ними связался Скотт Миллер из Apogee Software и предложил разработать оригинальную игру, которая была бы издана по условно-бесплатной модели. Холл придумал идею игры из трёх частей, Джон Кармак и Ромеро запрограммировали её, Уилбур руководил командой, и к проекту позже подключился художник Адриан Кармак. Команда непрерывно работала над игрой почти три месяца, задерживаясь в офисе Softdisk до поздней ночи и забирая на выходные компьютеры домой к Джону Кармаку.
Трилогия была издана компанией Apogee 14 декабря 1990 года, и вскоре она стала хитом. Если прибыли от продаж у Apogee до этого составляли 7000 долларов США в месяц, то только Commander Keen принесла ей 30 000 долларов за первые две недели, а к июню прибыль составляла 60 000 долларов в месяц. Первый чек с роялти, составлявший 10 500 долларов, убедил команду разработчиков Ideas from the Deep уйти из Softdisk и основать собственную компанию id Software. В течение следующего года они создали и выпустили ещё четыре эпизода серии Commander Keen. Трилогия была высоко оценёна рецензентами за свой графический стиль и юмор, а после неё id Software взялась за разработку других, в последующем успешных игр, таких как Wolfenstein 3D и Doom, вышедших в 1992 и 1993 годах соответственно.

## Игровой процесс

Уровень из первого эпизода, Marooned on Mars. Посредине экрана находится Коммандер Кин, который стреляет из лучевой пушки в марсианина, в то время как на левой стороне находится одноглазый йорп. Также присутствует еда в виде красных леденцов.

Все три эпизода Commander Keen in Invasion of the Vorticons являются платформерами, выполненными в двухмерной графике с боковой прокруткой. Большая часть игры происходит с видом сбоку, и игрок управляет Коммандером Кином в двумерной плоскости. Главный герой может двигаться влево и вправо, прыгать и использовать пого-стик для больших прыжков в высоту. Уровни состоят из платформ, на которых Кин может стоять, а на некоторые из них можно запрыгивать снизу. Во втором эпизоде игры ещё появляются движущиеся платформы и мосты, выдвигающиеся при использовании соответствующего переключателя. После попадания на уровень его можно покинуть только дойдя до его конца, и при этом игрок не может сохранять игру во время его прохождения. Между уровнями игрок перемещается по двухмерной карте мира с видом сверху; находясь на карте игрок может сохранять текущий прогресс игры и заходить на уровни. Некоторые уровни необязательны и могут быть пропущены, в то время как другие являются секретными, и доступ к ним может быть получен только при выполнении определённых действий.
Эпизоды различаются набором противников, которых игрок должен оглушать или избегать. В первом эпизоде Кину противостоит множество марсиан, во втором эту роль выполняют в основном роботы, а в третьем встречаются различные инопланетные существа. Уровни содержат разнообразные опасности, например, электрические поля или шипы. Прикосновение к любой из них или к противнику лишает Кина одной жизни, а в случае утраты всех жизней игра заканчивается. После нахождения лучевой пушки в первом эпизоде Кин может стрелять из неё в противников и убивать их. В зависимости от вида врага количество попаданий, требуемое для его устранения, различается; при этом некоторые противники обладают иммунитетом к повреждениям. Некоторые враги могут быть оглушены прыжком на них сверху — например, одноглазые йорпы (англ. Yorps), которые не дают Кину пройти, но и не наносят ему урона. На уровнях разложена еда, при взятии которой игроку начисляются очки, а при наборе некоторого количества даётся дополнительная жизнь. Кроме этого, на некоторых уровнях находятся цветные ключи, открывающие доступ к закрытым частям уровня. В третьем эпизоде главный герой встречает анха, который даёт Кину вре́менную неуязвимость.

## Сюжет
Игра разделена на три эпизода — Marooned on Mars, The Earth Explodes и Keen Must Die!. В первом эпизоде восьмилетний ребёнок-гений Билли Блейз строит космический корабль, надевает футбольный шлем старшего брата и становится Коммандером Кином. Однажды ночью, когда его родители ушли из дома, он полетел на Марс, чтобы исследовать его. Однако, пока он находился вдали от корабля, вортиконы (англ. Vorticons) украли четыре жизненно важных компонента корабля и спрятали их в марсианских городах. Кин путешествует по марсианским городам и форпостам в поисках компонентов, несмотря на усилия марсиан и роботов, которые пытаются остановить его. После нахождения последнего нужного компонента Кин возвращается на Землю и обнаруживает на орбите материнский корабль вортиконов. Заодно он успевает домой до прихода родителей, которые обнаруживают, что теперь у сына есть йорп в качестве домашнего животного.
Во втором эпизоде материнский корабль вортиконов нацелил свои пушки X-14 Tantalus Ray на восемь достопримечательностей на поверхности Земли. Кин отправляется на корабль, чтобы найти и отключить каждую пушку. После сражения с разнообразными противниками и преодоления опасностей на корабле вортиконов он отключает пушки. В самом конце он узнаёт, что разумы вортиконов находятся под контролем некоего мистического Великого Интеллекта (англ. Grand Intellect), который и стоит за нападением на Землю.
В третьем эпизоде Кин отправляется в поисках Великого Интеллекта в родной мир вортиконов, на планету Вортикон VI. Он путешествует по городам и аванпостам вортиконов в поисках логова Великого Интеллекта, по дороге сражаясь в основном с самими вортиконами. Достигнув логова, он обнаруживает, что Великий Интеллект на самом деле его школьный соперник Мортимер Макмайр, чей коэффициент интеллекта «на единицу больше», чем у Кина. Последний побеждает Мортимера, уничтожает его «Кромсающую машину» и освобождает вортиконов. Король вортиконов и его выжившие подданные даруют Коммандеру Кину награду в виде медали.

## Разработка

### Зарождение

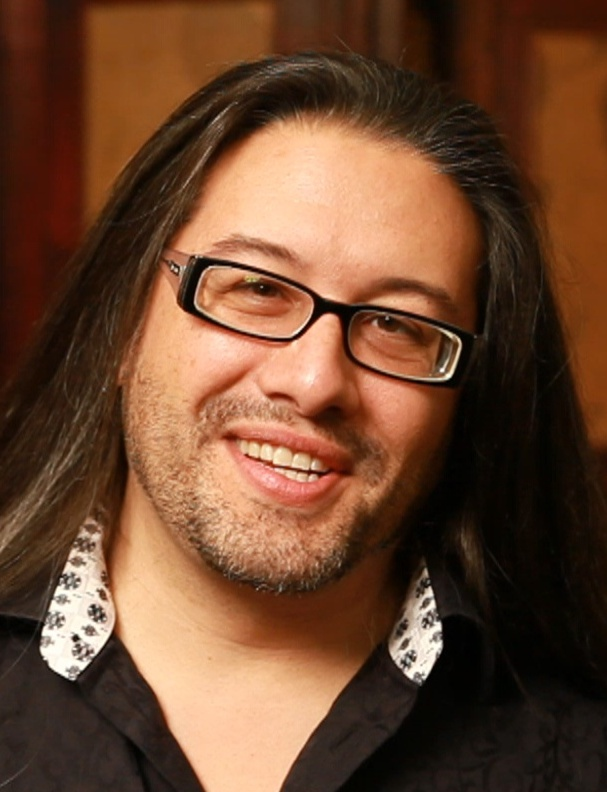
Джон Ромеро в 2012 году

В сентябре 1990 года Джон Кармак, программист сервиса игровой подписки Gamer’s Edge компании Softdisk из города Шривпорт, штат Луизиана, разработал способ отображения компьютерной графики, которая могла плавно прокручиваться в любом направлении. В то время IBM-совместимые персональные компьютеры уступали игровым приставкам, таким как Nintendo Entertainment System, поскольку не могли перерисовывать весь экран достаточно быстро, что важно для игр с плавной боковой прокруткой. Кармак отверг все подходы других программистов, которые пытались решить данную проблему, и создал адаптивное обновление тайлов: способ перемещения всего видимого экрана и вертикально и горизонтально при движении персонажа игрока, и при этом обработка перерисовки происходила только для вновь видимых частей экрана. Другие компьютерные игры с боковой прокруткой перерисовывали весь экран по частям либо, как и ранние игры Кармака, ограничивали прокрутку в одном направлении.
Кармак обсудил идею со своим коллегой Томом Холлом, который побудил его продемонстрировать её путём воссоздания на компьютере первого уровня недавно выпущенной игры Super Mario Bros. 3. Пара сделала это за одну ночь — Холл воссоздал графику игры, заменив Марио на Опасного Дэйва из предыдущей одноимённой игры Gamer’s Edge, Dangerous Dave, а Кармак оптимизировал код. На следующее утро, 20 сентября, Кармак и Холл продемонстрировали готовую игру Dangerous Dave in Copyright Infringement своему коллеге Джону Ромеро. Тот оценил результат работы Кармака как очень важное достижение — Nintendo была одной из самых успешных компаний в Японии, в основном благодаря успеху своей франшизы Mario, и возможность воспроизвести аналогичный игровой процесс в серии могла иметь большой эффект. Однако технология прокрутки от Ромеро не соответствовала рекомендациям Softdisk по программированию, поскольку представленная реализация требовала 16-цветной EGA-графики, а 4-цветная CGA-графика не поддерживалась. Кроме этого, другие программисты Softdisk не вдохновились ею.
Ромеро решил, что потенциал идеи Кармака не должен быть потерян в Softdisk. Хотя остальная команда Gamer’s Edge и была согласна в этом, он в особенности считал, что их таланты тратились впустую в компании — которая хоть и нуждалась в деньгах, которые приносили их игры, но, по его мнению, не понимала игровой дизайн и не отделяла его от создания обычного прикладного программного обеспечения. Менеджер команды, программист Джей Уилбур, посоветовал им отправить демоверсию в саму Nintendo и позиционировать себя как команду, способную создать версию Super Mario Bros. для персональных компьютеров. Так как у них не было своих компьютеров дома, на которых они могли бы закончить проект, и они не могли работать над ним в офисе Softdisk, то они «позаимствовали» свои рабочие компьютеры на выходные. Компьютеры были увезены в дом, в котором Кармак, Уилбур и Роут жили вместе. Команда провела следующие 72 часа над разработкой демоверсии и реализацией клона игры Super Mario Bros. 3. При разработке были сделаны упрощения в графике, звуке и дизайне уровней, а на титульном экране был размещён логотип Ideas from the Deep. Через несколько недель пришёл ответ, который разочаровал их, — компании Nintendo понравился результат их усилий, но она хотела, чтобы серия Mario оставалась эксклюзивом для её игровых приставок.

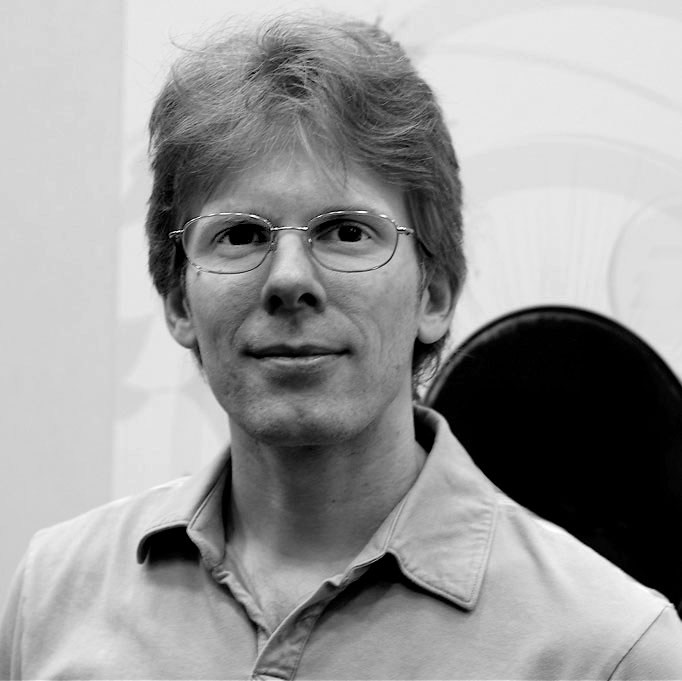
Джон Кармак в 2006 году

Примерно в то же время, когда от Nintendo пришёл отказ, Ромеро стал получать письма фанатов об играх, которые он разработал для Gamer’s Edge. Поняв, что все эти письма приходят с одного адреса, принадлежавшего Скотту Миллеру из Apogee, он написал сердитый ответ. Сразу после этого Миллер позвонил Ромеро и объяснил, что он пытался связаться с ним неофициально, будучи уверенным в том, что Softdisk проверяет письма, приходящие работникам компании. Скотт попытался убедить Джона издать ещё больше уровней для игры Pyramids of Egypt — разработанной Ромеро в 1985 году — через условно-бесплатную модель распространения компании Apogee. Миллер занимался созданием новой модели распространения игр, при которой часть игры выпускалась бесплатно, а другая часть покупалась отдельно у Apogee. Ромеро заинтересовался, но отказался от создания уровней к Pyramids of Egypt, поскольку игра принадлежала компании Softdisk. Однако это не имело значения, так как, по его словам, в этот момент они работали над игрой, которая представлялась лучше Pyramids. Ромеро выслал Миллеру демонстрационную версию Mario, и после её изучения они пришли к соглашению, что Ideas from the Deep разработает игру специально для Apogee. Команда договорилась с Миллером о спонсировании разработки игры, что он и выполнил, — и, по его словам, «это были все деньги Apogee». Миллер прислал им аванс в 2000 долларов США в обмен на договорённость о том, что игра будет закончена к Рождеству 1990 года, до которого оставалось немного времени. Весь бюджет проекта состоял из присланного аванса и был потрачен на разработку. Планировалось, что игра будет разделена на три части для соответствия бизнес-модели Apogee — первая часть будет раздаваться бесплатно с целью привлечения внимания к остальным.

### Создание
Ideas from the Deep собралась вместе, чтобы спроектировать игру, и Холл предложил консольный платформер в духе Super Mario Bros., так как технологически у них уже было всё для этого; он ещё предложил выбрать тему в жанре научной фантастики. Джон Кармак поделился идеей о гениальном ребёнке-герое, спасающем мир, и Холл быстро подготовил для игры краткий обзор: драматическое введение о восьмилетнем гении Билли Блейзе, защищающем Землю со своим космическим кораблём. Когда он зачитал остальным резюме «чересчур» драматическим голосом, они рассмеялись и поаплодировали, а затем договорились о начале работы над Commander Keen in Invasion of the Vorticons.
Участники команды Ideas from the Deep, называвшие себя «ребятами из IFD», не могли позволить себе уйти с основной работы, поэтому они продолжили трудиться в Softdisk над играми для Gamer’s Edge. Разработка Commander Keen проходила по ночам. Они также продолжили забирать свои офисные компьютеры домой к Кармаку на выходные, возвращая их утром следующего рабочего дня до прихода кого-либо ещё. Разработчики даже стали требовать от Softdisk обновления компьютеров, утверждая, что это им нужно для работы. В группе сотрудники разделились по ролям: Холл стал геймдизайнером игры и креативным директором, Джон Кармак и Ромеро занялись программированием, а Уилбур занялся менеджментом. Они пригласили Адриана Кармака из Softdisk присоединиться к ним на поздней стадии разработки в качестве художника, а Лейн Роут позднее уволился. Роут понравился Ромеро, однако тот решил, что его рабочая этика не очень хорошо сочетается с остальными членами команды, и настоял на его исключении. Ideas from the Deep использовали всё свободное время, когда они не работали на Softdisk, и таким образом с октября по декабрь 1990 года они создавали Commander Keen. Уилбур заставлял команду делать перерывы и обедать. Несколько членов команды упоминали один случай как пример устремлённости — в одну из ночей во время разработки сильный шторм затопил дорогу до дома, и Джон Ромеро перешёл через затопленную реку, чтобы добраться до дома и продолжить работу.
Том Холл занимался игровым дизайном, и игра в основном была сформирована его личным опытом и интересами: красные кроссовки Кина и футбольный шлем «Грин-Бей Пэкерс» были предметами, которые Холл носил в детстве, мёртвые враги оставляли после себя трупы из-за его убеждённости в том, что детей следует обучать тому, что смерть имеет последствия, а враги основывались на его интерпретации психологических теорий Зигмунда Фрейда, таких как Ид. Также влияние на игру оказали «Дак Доджерс в 24½ веке» 1953 года и другие мультфильмы Чака Джонса, а также короткая история «Имеющиеся данные об эффекте Уорпа» Лайона Миллера о ребёнке, построившем космический корабль. Космический корабль Кина «Bean-with-Bacon» был взят из сценки Джорджа Карлина про использование лавровых листьев в качестве дезодоранта, чтобы пахнуть супом. Холл задумал Кина как своё отражение, по своему представлению того, каким он хотел быть в детстве. Команда отделила игру от её Super Mario Bros-корней, добавив нелинейное исследование локаций и дополнительные механики, такие как пого-стик. Миллер предположил, что часть популярности Super Mario Bros. проистекает из наличия секретов и скрытых областей в игре, что заставило Холла добавить несколько секретов, таких как целый скрытый уровень в первом эпизоде и «Галактический алфавит», которым были написаны знаки в игре. В случае их расшифровки игрокам раскрывались скрытые сообщения, шутки и инструкции. Уровни были нарисованы с помощью прикладной программы Tile Editor (TEd), которая была разработана для Dangerous Dave и затем использована для всех игр серии Keen и для некоторых других, включая Wolfenstein 3D.
Когда игра приблизилась к завершению, Миллер, воодушевлённый отчётами команды, начал активно рекламировать игру на BBS-досках объявлений и в игровых журналах. Помимо этого, он стал каждую неделю отправлять для сохранения мотивации команде чеки по 100 долларов США с подписью «pizza bonus» по аналогии с одним из собираемых объектов в игре. Игра была завершена в начале декабря 1990 года, а во второй половине дня 14 декабря Миллер загрузил первый эпизод игры на BBS, а два других эпизода игры можно было заказать по почте в виде пластикового пакета с дискетами за 30 долларов США.

## Приём
| Награды            | Награды                                                                  |
| Издание            | Награда                                                                  |
| ------------------ | ------------------------------------------------------------------------ |
| PC Magazine (1992) | Лучшее развлекательное программное обеспечение (награда в составе серии) |

Commander Keen сразу же стала хитом для Apogee — предыдущие продажи компании составляли около 7000 долларов США в месяц, но уже к Рождеству Keen принесла 30 000 долларов в продажах. Миллер описывал игру редакторам журналов и операторам BBS как «маленькую атомную бомбу»; её успех привёл к тому, что он нанял своего первого сотрудника для обработки продаж и телефонных звонков от заинтересованных игроков, бросил другую свою работу и снял офис для Apogee. К июню 1991 года игра приносила более 60 000 долларов в месяц. Крис Паркер из журнала PC Magazine в 1991 году назвал выпуск игры «грандиозным успехом». В этом же году Apogee в рекламном проспекте объявила о планах лицензировать игру другому издателю для дальнейшего её портирования на Nintendo Entertainment System, но такой версии так и не было создано. По оценкам Скотта Миллера, количество проданных копий трилогии составило от 50 до 60 тысяч.
В обзоре от Барри Саймона из журнала PC Magazine графические возможности игры были оценены как дающие «ощущение Nintendo», а саму графику он охарактеризовал как «хорошо нарисованную», но «не впечатляющую». Он отметил, что игра по сути является аркадой, которую игроки не стали бы покупать за «яркий сюжет или революционную оригинальность», и добавил, что во все три эпизода ему было очень весело играть и что графика с прокруткой отличает игру от прочих аналогов. Краткий обзор трилогии в PC World в 1992 году назвал её «одной из самых зрелищных игр на рынке» и высоко оценил «превосходный» звук и графику, а рецензент в CQ Amateur Radio написал, что «Nintendo приходит на ПК» и что это «лучшая игра в жанре приключенческого экшена», которую когда-либо видел автор. В октябре 1992 года серия Keen получила награды Shareware Industry Awards в категориях Best Entertainment Software и Best Overall. В 1993 году Сэнди Петерсен сделал обозрение всей серии Commander Keen в своей первой колонке Eye of the Monitor журнала Dragon. В нём обозреватель назвал всю серию экшен-играми с «весёлой графикой» и описал их, особенно Goodbye, Galaxy, как «одни из лучших игр своего типа». Кроме этого, Петерсен отметил, что при прохождении нужно подумать, и похвалил игры за то, что их «сложность задействует ум, … и мышление необходимо для победы», и за обилие юмора в графике и игровом процессе.

## Наследие
Первый пришедший от Apogee чек с роялти на 10 500 долларов США убедил команду Ideas from the Deep в том, что они больше не нуждаются в работе на Softdisk и могут полностью посвятить себя своим собственным идеям. Холл и Уилбур были обеспокоены тем, что Softdisk может подать на них в суд, однако Ромеро и Джон Кармак пренебрегли этим, считая, что у них нет активов, которые можно отсудить. Вскоре после этого Эл Вековиус, владелец Softdisk и их начальник, узнал об планах разработчиков и заметил несанкционированное использование ресурсов компании. В разговоре с Джоном Кармаком выяснилось, что другой сотрудник рассказал Вековиусу о том, что группа работников делает свою собственную игру, а сам Вековиус счёл, что Кармак не способен лгать. Кармак в свою очередь прямо признался в том, что они создали Keen на компьютерах Softdisk, что они не жалеют о содеянном и планируют уйти из компании. Вековиус чувствовал, что его компания зависит от подписок на Gamer’s Edge, и попытался убедить группу сформировать новую компанию в партнёрстве с Softdisk. Когда Ideas of the Deep рассказали об этом предложении в офисе, все остальные работники Softdisk пригрозили уволиться, если вся команда была бы «вознаграждена» за кражу у компании. После нескольких недель переговоров Ромеро и Кармак согласились заключить контракт по созданию нескольких игр для Gamer’s Edge, выпуская по одной игре каждые два месяца. С этого момента в феврале 1991 года возникла компания id Software.
В 2017 году Эндрю Уильямс писал в своей книге History of Digital Games, что Vorticons «обозначила новое направление для компьютерных игр в целом», а также задала тон игрового процесса будущих игр id, привнеся в него чувство «непринуждённого движения», когда игроки могли исследовать большие пространства вместо разрозненных экранов, как было в предыдущих играх-платформерах. Летом 1991 года компания id провела семинар для разработчиков игр с целью лицензирования им движка Commander Keen, что стало духовным предшественником конференций QuakeCon и стандарта лицензирования компьютерных движков компании id. id Software также выпустила ещё несколько игр серии Commander Keen; первая из них, Commander Keen in Keen Dreams, была издана в 1991 году для Gamer’s Edge по соглашению с Softdisk. Commander Keen in Goodbye, Galaxy!, состоящая из эпизодов «Secret of the Oracle» и «The Armageddon Machine», была издана через Apogee в декабре 1991 года, а последняя разработанная id игра серии Keen, Commander Keen in Aliens Ate My Babysitter, была издана через FormGen примерно в то же время. Также на декабрь 1992 года была запланирована трилогия эпизодов The Universe Is Toast!, однако она была отменена после успеха Wolfenstein 3D и переориентации разработки на Doom. Последняя игра в серии Commander Keen была разработана в 2001 году для портативной приставки Game Boy Color компанией David A. Palmer Productions в сотрудничестве с id Software и издана Activision.
Invasion of the Vorticons была выпущена в составе нескольких сборников: в id Anthology 1996 года, затем в 1998 году в сборнике от Apogee, включавшем Invasion of the Vorticons и Goodbye, Galaxy, потом в 2001 году в сборнике Commander Keen Combo CD от 3D Realms и в 2014 году в составе 3D Realms Anthology. Кроме этого, игра была переиздана в 2007 году с адаптацией для запуска на эмуляторах DOS и распространялась посредством цифровой дистрибуции сервиса Steam в составе сборника Commander Keen Complete Pack. Согласно сервису SteamSpy, на момент 2017 года через Steam было продано как минимум 200 000 копий игры.

### Комментарии
1. ↑  Награда лучших программных продуктов, распространяемых по условно-бесплатной модели.
2. ↑  с англ. — «Лучшее развлекательное программное обеспечение».